# Bulletin board system
Pour les articles homonymes, voir BBS.

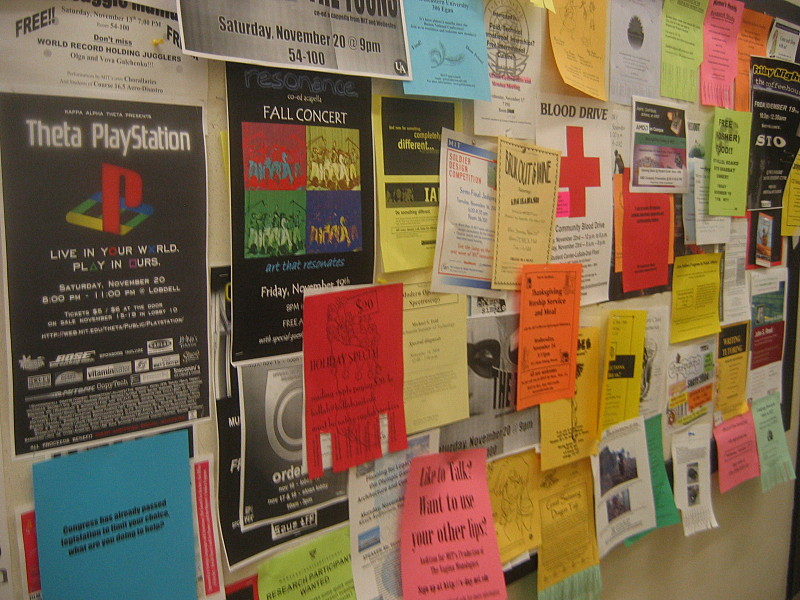
En anglais, « bulletin board » est l'expression désignant un panneau d'affichage public (ici dans un couloir du Massachusetts Institute of Technology (MIT) en novembre 2004) sur lequel tout le monde peut accrocher une affiche pour faire passer un message.

Un bulletin board system (de l'anglais signifiant littéralement « système de tableau d'affichage électronique »), couramment abrégé sous le sigle BBS, ou babillard électronique en français québécois, consiste en un serveur équipé d'un logiciel offrant les services d'échange de messages, de stockage et d'échange de fichiers, de jeux via un ou plusieurs modems reliés à des lignes téléphoniques.
Populaire entre la fin des années 1970 et la première moitié des années 1990, le maillage mondial des BBS a été supplanté par Internet. Dans les années 2000, le terme BBS peut désigner un forum Internet, notamment dans les pays asiatiques. Cependant, une « nouvelle génération » de BBS a vu le jour à la fin du règne des BBS téléphoniques. Telnet a permis aux utilisateurs des BBS de continuer leurs activités.

## Types de BBS
Il existe plusieurs sortes de BBS :
- le professionnel, qui offre des services à ses clients (téléchargement de correctifs, forum d'assistance technique, etc).
- l'amateur, géré par des particuliers passionnés comme passe-temps notamment par les demomakers.
- le pirate, où s'échangeaient les fichiers illégaux sur la piraterie téléphonique et informatique.
- le ludique, site de discussion à thème, généralement axé sur une trame de jeu de rôle.

## Technologie

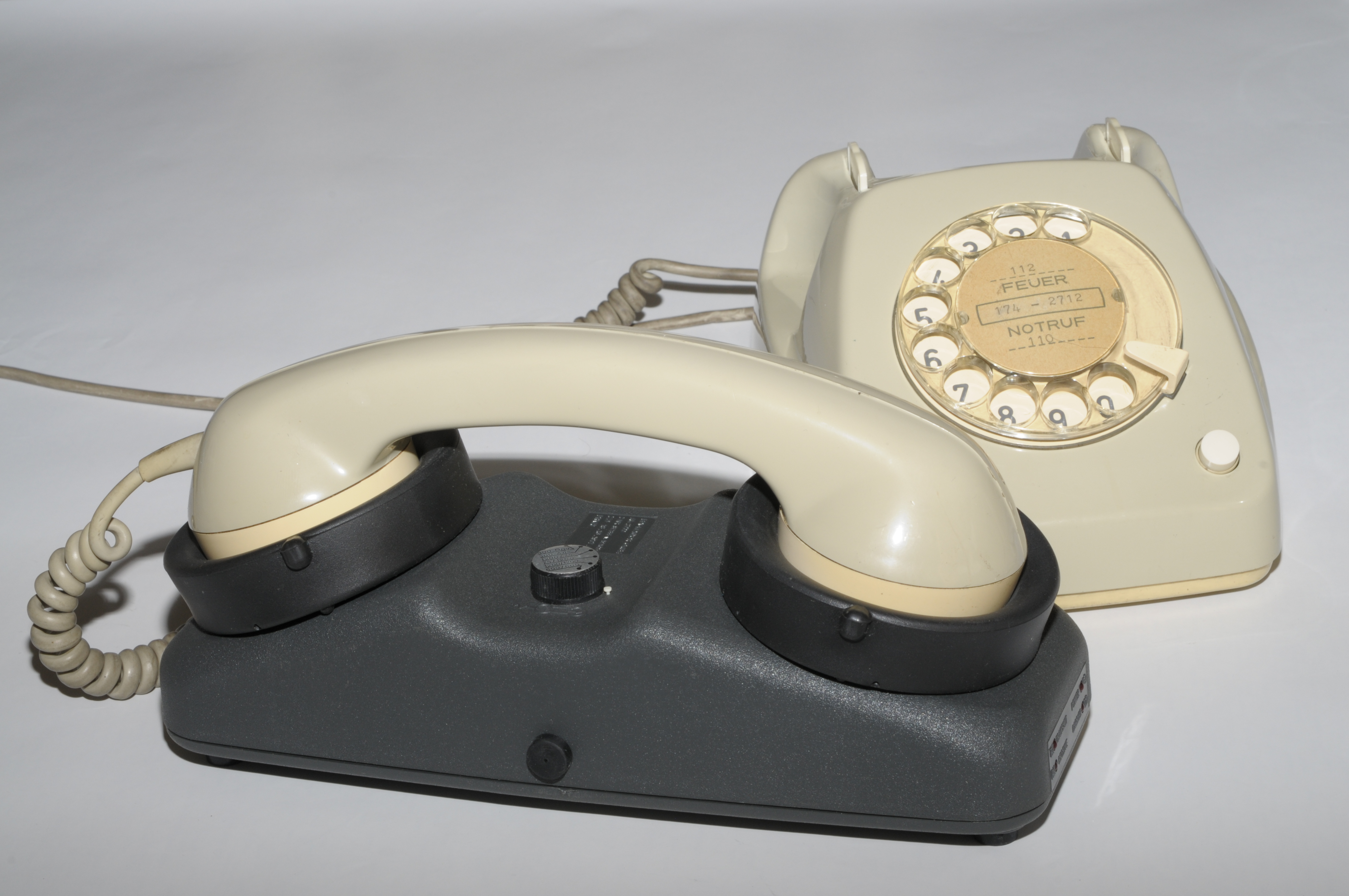
Exemple de modem 1200 bauds

La popularité des BBS fut indexée avec l'amélioration technique des modems. Les premiers boards à 1200 bauds en texte simple laissèrent la place aux premières pages en 16 couleurs qu'autorisait le code ANSI grâce aux modems 9600, 14400 bauds. Les modems les plus cotés pour les traders et les sysops étaient ceux conçus par la société US Robotics car ils avaient toujours une certaine avance technologique et des vitesses de transfert un peu plus élevées que les standards normalisés (le fameux HST à la fin des années 1980). Côté logiciel, les protocoles de transfert tel que Xmodem, Zmodem facilitèrent l'échange de fichiers. Les programmes de BBS les plus courants étaient RemoteAccess (en), Amiexpress (en), PCBoard, Renegade (en), PCexpress, CNET et côté client : Terminate (en), Telix (en), Procomm, etc.
Cela a aussi été l'âge d'or pour l'Amiga qui par son système d'exploitation multitâche préemptif était très souvent utilisé comme serveur BBS.
Aujourd'hui, le protocole Telnet, SSH ou GNU permet aux internautes d’accéder aux multiples BBS encore actifs à travers le monde. Une liste de BBS mise à jour régulièrement est disponible sur le net : Telnet BBS Guide. Les BBS accessibles
par communication téléphonique sont également disponibles.

## Administration
La personne chargée de gérer un BBS, d'un point de vue non seulement technique, mais aussi d'animation et de modération des discussions, est l'opérateur (de) système, également désigné par l'anglicisme sysop (contraction de « system operator »). Il s'agit en général du créateur du BBS, et il est aussi souvent chargé de son hébergement. Il en est responsable, c'est la personne à contacter en cas de problème ; la plupart des BBS ont d'ailleurs une fonction « Page the Sysop » prévue à cet effet.
La fonction d'opérateur système peut occuper une heure par semaine pour les petits BBS, comme il peut s'agir d'une activité à temps plein pour les BBS les plus populaires.
L'opérateur système peut être aidé en cela par un ou plusieurs co-sysops, c'est-à-dire des utilisateurs du BBS à qui des droits supplémentaires ont été accordés, afin d'aider à sa gestion, comme la validation des utilisateurs ou la surveillance des discussions, ou encore la sélection et le classement des fichiers proposés au téléchargement.

## Terminologie
- Modem Trader ou Trader : nom donné aux personnes qui utilisent les BBS pour échanger des fichiers. Leur fonction est de récupérer des données récentes d'un BBS pour les transférer sur d'autres BBS.
- Board : nom donné à un BBS sur la demoscene ou la scène pirate.
- Elite board : board réservé (dans la scène pirate).
- Leech mode : lorsque le Ratio Up/Down est désactivé pour un compte et que celui-ci peut télécharger sans devoir téléverser sur le BBS. En général il est réservé aux membres du groupe qui contrôle le BBS.
- Upload (téléverser) : envoyer un fichier sur un BBS.
- Download (télécharger) : récupérer un fichier sur un BBS.
- Ratio Up/Down (rapport de transfert) : en général les BBS utilisaient pour motiver leur usage des rapports de transfert basés sur la quantité de données transférées (en kilooctets). Le rapport de 1 ko téléversé donnant droit à 3 ko téléchargé était le plus courant.
- Warez (logiciels piratés) : contenu de type fichiers (logiciels, musique...)
- Appz (applications piratées) : logiciels (pirates ou non) utilitaires.
- Gamez (jeux vidéo piratés) : logiciels (pirates ou non) de jeux pour ordinateur ou console de jeux.
- 0-day Warez : lorsqu'un logiciel vient de sortir (en vente, en sortie, voire avant...) il porte le nom de 0-day warez.
- Calling Card (carte d'appel) : numéro d'accès à un compte d'abonné téléphonique. Les cartes d'appel ont permis l'essor des BBS pirates car elles ont permis aux modem traders d'exercer leur activité sans avoir à assumer d'énormes factures téléphoniques. Les plus prisées étaient celles d'AT&T, de MCI ou de Sprint.

## Les BBS du réseau téléphonique
La plupart des BBS du réseau téléphonique commuté ont disparu.

### EnBelgique
- RTV-SAT (Drogenbos)
- Easy-PC (Braine l'Alleud)
- Programmer's Paradise (Jodoigne)
- Dream Factory BBS (Bruxelles)
- Overbyte (Liège)
- Smurgle BBS (Liège)

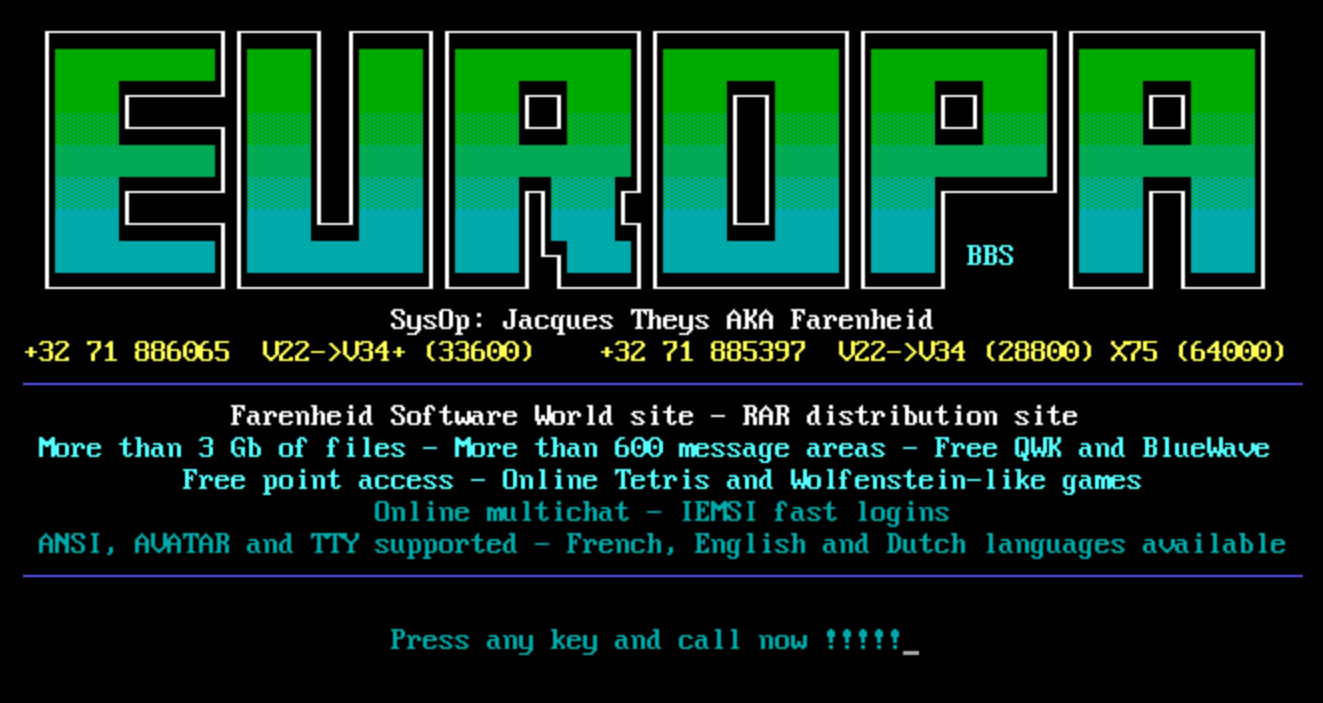
Écran d'accueil de Europa BBS.

- Urbis BBS (Liège) : sysop Lionel Fouillen
- BBS Software IV (Charleroi)
- Cryo BBS (Charleroi) : sysop : Gilles Fauvie
- Doggy's BBS (Charleroi)
- Europa BBS (Charleroi) : sysop : Jacques Theys
- Gate71 BBS (Charleroi)
- Marina BBS (Gembloux) sysop : Olivier Fierens
- Media Concept BBS (Namur)
- Eternam BBS (Nivelles) : spécialisé en programmation : sysop : Vincent De Rath
- MichoBBS (Tournai)
- The Milkshake Board (Verviers)
- Alpha House Research (Namur) : sysop : Samuel Vertonghen
- Stargate BBS (Tournai) : sysop : SPiRiT
- Stargate 2 BBS (Tournai) : sysop : Bronski
- Eclesia BBS (Tournai) : sysop : Madness
- Eclesia 2 BBS (Tournai)
- Tornado Belgium (Tielt-Winge)
- Irhof (Liège)
- Empire Alpha ( Quaregnon ) : sysop Watchdog - cosysop : Moosh
- Zeus BBS ( Mons ) : sysop : Eddy Dieu
- Tardis BBS ( Baudour )
- Lithium BBS ( Elouges ) : sysop : Gaël Honnorez
- Nightowl et Nightowl 2 (Drogenbos et Uccle)
- Marche BBS (Marloie)
- Vicious Rumours BBS (Jodoigne)
- Outline BBS (2.293/4005 Verviers) : sysop : Olivier Defawe : cosysop : Christophe Rahier

### EnFrance
Un des pionniers fut Suptel. Il y eut en France jusqu'à une centaine de BBS répartis sur tout le territoire à la fin des années 1990.
A noter qu'il n'existait qu'un seul logiciel Français, BBSMIL, utilisé par son auteur Paul Milliot pour son propre BBS "Paul's BBS", dont la durée de vie fut de quatre ans (1990-1994). 
- BBS amateurs[4]
  - Paul's BBS (SysOp: Paul Milliot)
  - ALF BBS
  - Alias BBS
  - CondomHQ'BBS
  - Delta BBS (Lyon)
  - Direct Connection
  - Everest
  - FooBBS
  - Free Zone
  - Gyptis BBS
  - Kaezo
  - BuBulle
  - Le Viking
  - Li'LL BBS (SysOp: Attila Altan)
  - Massilia Underground
  - Modula BBS
  - OS/2 Mania
  - OutTime BBS
  - Pickup (Paris + Télétel)
  - Intermède
  - The Lys Valley
  - Top 50
  - Yell'Op (SysOp: Franck Nhieu)
  - Zyllius
  - ProEtud 2
  - See-Info
- BBS orientés scène démo
  - DEADLiNE
  - EQuaLiZeR
  - A.C.E
  - Eden
  - rHYTHM nATiON - PTL FHQ
  - Dune
  - Da Prophecy
- BBS orientés HPACV (hacking, phreaking, anarchie, cracking, virus)
  - BaD TaSTe
  - THe RaVeR'S ZoNe
  - PLaNeT MaRS
  - ACCeSS DeNieD
  - BRaiNSCaN
  - TrAP SiDe
  - DaTaCRaWLeR
  - DiViDe bY ZeRo
  - DReaM MouNTaiNS
  - GoTCHa
  - The CiTy of RlyeH

### AuQuébec
La région de Montréal comptait plusieurs centaines de babillards avant l'arrivée populaire d'Internet au Québec, vers 1995. Le BBS bilingue Juxtaposition était la référence, : son Sysop entretenait mensuellement une liste des babillards actifs dans la région de l'indicatif 514 (ce qui comptait à l'époque l'île de Montréal ainsi que les régions autour qui font partie aujourd'hui du 450). Une communauté particulièrement active y florissait à Pointe-aux-Trembles autour de Marcus BBS.
Entre 2021 et 2022, le dernier BBS du Québec a fermé ses Portes.

### EnSuisse
La Suisse a aussi été un pays très actif dans ce domaine, par une scène Amiga très développée entre autres et par son important parc Macintosh.
- BBS généralistes
  - MeanMachine BBS
  - Perokstroïka : BBS d'un des présentateurs de la Télévision Suisse Romande (TSR)